# 下圣伊丽莎白
下圣伊丽莎白（匈牙利語：Alsószenterzsébet）是匈牙利佐洛州所辖的一个村，与上圣伊丽莎白相邻，总面积9.63平方公里，总人口73，人口密度7.6人/平方公里（2010年1月1日）。